# Neustift im Mühlkreis
Neustift im Mühlkreis est une commune autrichienne du district de Rohrbach en Haute-Autriche.